# Лісове (Дубровицька міська громада)
Лі́сове (до 1961 року — Заморочення) — село в Україні, у Дубровицькій міській громаді Сарненського району Рівненської області. До 2020 року підпорядковувалося Лісівській сільській раді. Населення становить 462 особи (2011).
На території Лісового працює Лісівське лісництво, та в стадії ліквідації сільськогосподарський кооператив «Полісся». Більшість земель знаходяться у приватній власності жителів села. У селі є дев'ятирічна школа, дитячий садок «Чебурашка», публічно-шкільна бібліотека, сільський клуб, відділення зв'язку, фельдшерсько-акушерський пункт, чотири магазини.[джерело?]

## Назва
До 1961 року називалося Заморочення. Сучасна назва походить від давніх лісів, які і досі оточують Лісове з усіх сторін.[джерело?] Польською мовою згадується як Zamorocze, російською — як Замороченье.

## Географія
Площа села — 0,4 км². Лісове знаходиться на північний захід від районного центру Дубровиця за 17 км та за 23 км від залізничної станції. Через село проходить автомобільна дорога Рівне — Зарічне.[джерело?]

### Клімат
Клімат у селі вологий континентальний («Dfb» за класифікацією кліматів Кеппена). Опадів 605 мм на рік. Найменша кількість опадів спостерігається в березні й сягає у середньому 28 мм. Найбільша кількість опадів випадає в червні — близько 87 мм. Різниця в опадах між сухими та вологими місяцями становить 59 мм. Пересічна температура січня — -5,5 °C, липня — 18,5 °C. Річна амплітуда температур становить 24,0 °C.
| Клімат Лісового                   | Клімат Лісового | Клімат Лісового | Клімат Лісового | Клімат Лісового | Клімат Лісового | Клімат Лісового | Клімат Лісового | Клімат Лісового | Клімат Лісового | Клімат Лісового | Клімат Лісового | Клімат Лісового | Клімат Лісового |
| Показник                          | Січ.            | Лют.            | Бер.            | Квіт.           | Трав.           | Черв.           | Лип.            | Серп.           | Вер.            | Жовт.           | Лист.           | Груд.           | Рік             |
| Середній максимум, °C             | −2,5            | −1,3            | 3,4             | 12,3            | 19,2            | 22,8            | 23,8            | 23,1            | 18,2            | 11,7            | 4,8             | 0,0             | 11,3            |
| Середня температура, °C           | −5,5            | −4,5            | −0,3            | 7,4             | 13,6            | 17,4            | 18,5            | 17,6            | 13,2            | 7,7             | 2,3             | −2,5            | 7,1             |
| Середній мінімум, °C              | −8,5            | −7,7            | −3,9            | 2,6             | 8,1             | 12,0            | 13,2            | 12,2            | 8,3             | 3,8             | −0,2            | −5              | 2,9             |
| Норма опадів, мм                  | 36              | 29              | 28              | 41              | 56              | 87              | 80              | 64              | 57              | 45              | 41              | 41              | 605             |
| --------------------------------- | --------------- | --------------- | --------------- | --------------- | --------------- | --------------- | --------------- | --------------- | --------------- | --------------- | --------------- | --------------- | --------------- |
| Джерело: Climate-Data.org (англ.) |                 |                 |                 |                 |                 |                 |                 |                 |                 |                 |                 |                 |                 |

## Історія
У письмових джерелах село під назвою Заморочення вперше згадується від 1577 роком. Цю інформацію дає «Історія міст і сіл УРСР» 1973 року видання. Але, за переказами, поселення тут існувало ще задовго до цього. Про це свідчить легенда про місцеве урочище «Селисьба». Усі великі суспільно-політичні віхи історії відображалися в житті лісовчан (замороченців). Народні перекази зберегли пам'ять про часи монголо-татарської навали, турецько-татарських набігів. З XVII століття село відносилося до маєтку графів Плятерів. З кінця XVIII століття землі Дубровиччини відносяться до Ровенського повіту Волинської губернії в складі Росії.[джерело?]
До 1917 року село входило до складу Російської імперії. У 1906 році село входило до складу Висоцької волості Рівненського повіту Волинської губернії Російської імперії. У 1918—1920 роки нетривалий час перебувало в складі Української Народної Республіки.
У 1921—1939 роки входило до складу Польщі. У 1921 році село входило до складу гміни Висоцьк Сарненського повіту Поліського воєводства Польської Республіки. 1 січня 1923 року розпорядженням Ради Міністрів Польщі Висоцька гміна вилучена із Сарненського повіту і включена до Столінського повіту. У 1935 році село Заморочення разом з хутором Заморочення та лісничівками Заморочення, Пруд і В'ясовець належало до громади Заморочення гміни Висоцьк Поліського воєводства.
Більшість господарств були розкидані по хуторах (Пасіка, Лубок, Добрий бір, Веприк, Островки і т. д.) Від панського маєтку тих часів збереглися великі липи, які обмежовували панські землі. У польські часи в селі працювала трьохкласна школа, яка спочатку знаходилася у селянських хатах, а пізніше було збудоване красиве приміщення, яке в роки війни згоріло. Деякі поліпшення відчули селяни після 1939 року, але вони були недовгими.[джерело?]
З 1939 року — у складі Рівненської області УРСР. У роки Другої світової війни деякі мешканці села долучилися до національно-визвольної боротьби у лавах УПА та ОУН. Загалом встановлено 51 житель села, який брав участь у визвольних змаганнях, з них 26 загинуло, 24 було репресовано.
Наприкінці липня 1941 року село було окуповане німецькими військами. Ліси навколо стали місцем перебування і партизанів, і бандерівців. Жителі села фактично розділилися на два ворогуючі табори, і не стільки через високі політичні ідеї, як через звичайні сусідські чвари, що вилилося це у численні жертви серед мирного населення. Після звільнення села у 1944 році 44 мешканці села були призвані на фронт. 22 з них були поранені, 17 — не повернулися з війни. На сьогодні в селі не залишилося в живих жодного ветерана.[джерело?]
У 1947 році село Заморочене підпорядковувалося Замороченській сільській раді Висоцького району Ровенської області УРСР.
1961 року перейменоване на Лісове. Після закінчення війни мирне життя в селі почало налагоджуватися. Організовується колгосп — імені Суворова, 31 річниці Жовтня, імені Шевченка. З 1961 по 1967 рік — Лісівське допоміжне господарство, яке відносилося до села Трипутні. З 1968 року організовується радгосп «Озерський», у 80-х роках — колгосп «Полісся». З 1939 року село відносилося до Золотинської сільської ради Висоцького району. Пізніше організовується Замороченська сільська рада, першим головою якої був Грицюк Роман Трохимович. Переважна частина жителів села є православними віруючими. Характерною рисою лісовчан є особлива любов до народної пісні. Довгий час радував своїм співом фольклорний ансамбль «Родина»(керівник Ф.Грицюк), який виступав на сценах Києва, Львова, Москви. Сьогодні ці традиції продовжує дитячий фольклорний колектив, який є неодноразовим переможцем районного фольклорного фестивалю «Дзвенить струна народна». Славиться Лісове народними майстрами вишивки (Скляр С. Г., Кузло К. П., Сульжик М. О., Петрович 3. О., Кузло Н. М., Грицюк Р. В.), ткацтва (Грицюк О. П., Скляр С. Г.), різьби по дереву (Сахно В. М., Мерзун В. А., Мерзун І. М.), виробництву кошиків та кошелів(коробок) (Місько І. Ю., Сахно М. І., Грицюк В. М.). Лісовчани протягом століть зберігають батьківські традиції і створюють нові свята та обряди. Із сивої давнини зберегігся у селі купальський обряд. Кожного року в ніч із 6 на 7 липня відбувається велике дійство з вогнищем, купальськими піснями і хороводами, танцями та розвагами. На свята збираються цілі родини, натруджені люди (бо ж саме в цей час масово збираються чорниці у лісі, йде заготівля сіна для зимівлі худоби, пораються чималі городи) веселяться цілу ніч. Із нових свят, які також стали традиційними, у Лісовому дуже люблять день села, яке відзначають щороку 28 серпня на світле свято Успіння Пресвятої Богородиці. Чарує і захоплює Лісове своїх гостей багатою, розкішною природою. Тут можна довго мандрувати лісовими масивами, різними путівцями-манівцями, милуватися величними деревами. А яка краса відкривається оку, коли потрапляєш до урочища «Ставки». Тут голубіють тихим водним плесом більше десятка цих водойм. І риба гарна водиться у ставках, можна добре порибалити, а потім приготувати смачну юшку. Багаті ліси навколо нашого села на різні ягоди та гриби. Тут можна поласувати чорницею, брусницею, журавлиною, лохиною, лісовими малиною та суницею, ожиною. А скільки різних грибів збирають місцеві жителі. Справжнім делікатесом є мариновані білі гриби та зелениці. Лісівські господині знають багато рецептів приготування грибних страв.[джерело?]
Відповідно до прийнятої в грудні 1989 року постанови Ради Міністрів УРСР село занесене до переліку населених пунктів, які зазнали радіоактивного забруднення внаслідок аварії на Чорнобильській АЕС, жителям виплачувалася грошова допомога. Згідно з постановою Кабінету Міністрів Української РСР, ухваленою в липні 1991 року, село належало до зони гарантованого добровільного відселення. На кінець 1993 року забруднення ґрунтів становило 2,13 Кі/км² (137Cs + 134Cs), молока — 13,96 мКі/л (137Cs + 134Cs), картоплі — 1,66 мКі/кг (137Cs + 134Cs), сумарна доза опромінення — 368 мбер, з якої: зовнішнього — 28 мбер, загальна від радіонуклідів — 340 мбер (з них Cs — 239 мбер).
Відповідно до Розпорядження Кабінету Міністрів України від 12 червня 2020 року № 722-р «Про визначення адміністративних центрів та затвердження територій територіальних громад Рівненської області» увійшло до складу Дубровицької міської громади.

## Населення
Станом на 1859 рік, у власницькому селі Заморочення налічувалося 14 дворів та 132 жителів (62 чоловіків і 70 жінок), з них 127 православних і 5 євреїв. Станом на 1906 рік у селі було 37 двори та мешкало 307 осіб.
За переписом населення Польщі 10 вересня 1921 року в селі налічувалося 75 будинків та 407 мешканців, з них: 193 чоловіки та 214 жінок; 397 православних та 10 юдеїв; 397 українців та 10 євреїв. На сусідньому однойменному фільварку налічувалося 7 будинків та 37 мешканців, з них: 19 чоловіків та 18 жінок; усі 37 римо-католики та поляки.
Згідно з переписом УРСР 1989 року чисельність наявного населення села становила 500 осіб, з яких 239 чоловіків та 261 жінка. На кінець 1993 року в селі мешкало 466 жителів, з них 131 — дітей.
За переписом населення України 2001 року в селі мешкало 486 осіб. Станом на 1 січня 2011 року населення села становить 462 особи. Густота населення — 1230 особи/км².

### Мова
Розподіл населення за рідною мовою за даними перепису 2001 року:
| Мова       | Відсоток |
| ---------- | -------- |
| українська | 98,58 %  |
| російська  | 1,22 %   |
| білоруська | 0,20 %   |

### Вікова і статева структура
Структура жителів села за віком і статтю (станом на 2011 рік):
| Вік   | Чоловіків | Жінок | Разом |
| ----- | --------- | ----- | ----- |
| 0-17  | 72        | 44    | 116   |
| 18-39 | 77        | 69    | 146   |
| 40-59 | 65        | 48    | 113   |
| 60+   | 28        | 59    | 87    |
| Разом | 242       | 220   | 462   |

### Соціально-економічні показники
| Працездатне населення | Працездатне населення | Працездатне населення | Працездатне населення | Працездатне населення | Працездатне населення | Непрацездатне населення | Непрацездатне населення | Непрацездатне населення | Непрацездатне населення | Непрацездатне населення | Непрацездатне населення | Все населення |
| Чоловіки              | Чоловіки              | Жінки                 | Жінки                 | Разом                 | Разом                 | Чоловіки                | Чоловіки                | Жінки                   | Жінки                   | Разом                   | Разом                   | 462           |
| ос.                   | %                     | ос.                   | %                     | ос.                   | %                     | ос.                     | %                       | ос.                     | %                       | ос.                     | %                       | 462           |
| --------------------- | --------------------- | --------------------- | --------------------- | --------------------- | --------------------- | ----------------------- | ----------------------- | ----------------------- | ----------------------- | ----------------------- | ----------------------- | ------------- |
| 111                   | 23                    | 148                   | 31                    | 259                   | 54                    | 94                      | 19                      | 119                     | 25                      | 213                     | 45                      | 462           |

| Зайняті  | Зайняті  | Зайняті | Зайняті | Зайняті | Зайняті | Безробітні | Безробітні | Безробітні | Безробітні | Безробітні | Безробітні | Все населення |
| Чоловіки | Чоловіки | Жінки   | Жінки   | Разом   | Разом   | Чоловіки   | Чоловіки   | Жінки      | Жінки      | Разом      | Разом      | 462           |
| ос.      | %        | ос.     | %       | ос.     | %       | ос.        | %          | ос.        | %          | ос.        | %          | 462           |
| -------- | -------- | ------- | ------- | ------- | ------- | ---------- | ---------- | ---------- | ---------- | ---------- | ---------- | ------------- |
| 18       | 3        | 45      | 8       | 63      | 12      | 80         | 15         | 106        | 20         | 186        | 34         | 462           |

| Дорослі | Діти | Пенсіонери | Інваліди Німецько-радянської війни | Учасники бойових дій | Інваліди всіх груп і категорій | Люди, які обслуговуються служб. соц. допом. на дому | Неповні сім'ї | Діти з неповних сімей | Багатодітні сім'ї | Діти з багатодітних сімей | Діти-інваліди | Діти-сироти | Одинокі багатодітні матері |
| ------- | ---- | ---------- | ---------------------------------- | -------------------- | ------------------------------ | --------------------------------------------------- | ------------- | --------------------- | ----------------- | ------------------------- | ------------- | ----------- | -------------------------- |
| 310     | 145  | 150        | 1                                  | 2                    | 27                             | 13                                                  | 9             | 10                    | 10                | 34                        | 5             | 17          | 3                          |

## Політика

### Органи влади
До 2020 року місцеві органи влади представлені Лісівською сільською радою.

### Вибори
Село входить до виборчого округу № 155. У селі розташована виборча дільниця № 560768. Станом на 2011 рік кількість виборців становила 336 осіб.

## Культура
У селі працює Лісівський сільський будинок культури на 288 місць. Діє Лісівська публічно-шкільна бібліотека, книжковий фонд якої становлять 10 645 книг та яка має 12 місць для читання, 1 особу персоналу, кількість читачів — 448 осіб.

### Хор-ланка «Світоч»
Поліщуки, які проживали у складних умовах, завжди з великою повагою ставилися до пісні. Якою б важкою не була робота, вона завжди завершувалася народною піснею. Так було і у Лісовому. Жінки працювали на льонарському лані з раннього ранку до пізнього вечора. Але до села не могли повернутися, не заспівавши гарної пісні. Почув їхні голоси молодий на той час завідувач клубу Федір Олександрович Грицюк і запросив дівчат поспівати до клубу. Вирішили тоді Євдокія та Олена Кузло, Тетяна та Степанида Шеремет співати гуртову пісню не тільки вдома, на роботі, а й на клубній сцені. До їх пропозиції приєдналася відома виконавиця народних пісень, ланкова Ольга Микитівна Грицюк. Отак гуртом і зібралися на першу репетицію. Перший виступ молодого колективу відбувся у 1964 році в урочищі Дуби неподалік від села Миляч. Саме відтоді й розпочалася творча біографія хор-ланки із Лісового. Молоді співачки дуже серйозно ставилися до своїх виступів. Вони ретельно підбирали співочий репертуар. В основу концертної програми були покладені зібрані у Лісовому пісні. На першому звіті перед односельцями виконувалися місцеві пісні: «Цвіла, цвіла калинонька», «Косив Ваня гречку спілу», «Ой у лісі вогонь горить». Керівник фольклорного колективу Федір Олександрович Грицюк постійно зустрічався із старожилами рідного села, навколишніх населених пунктів, записував від них тексти обрядових пісень. І завжди в таких творчих експедиціях він виявляв самобутні зразки поліської пісенної поезії. Наприклад, чого вартий лише той факт, що спілкуючись із жителькою Лісового Марією, Федір Олександрович віднайшов дуже давню купальську пісню «Ой на Івана, ще й на Купала», яка поповнила репертуар хор-ланки.
Ой на Івана, ще й на Купала

Дівчина собі долі шукала.

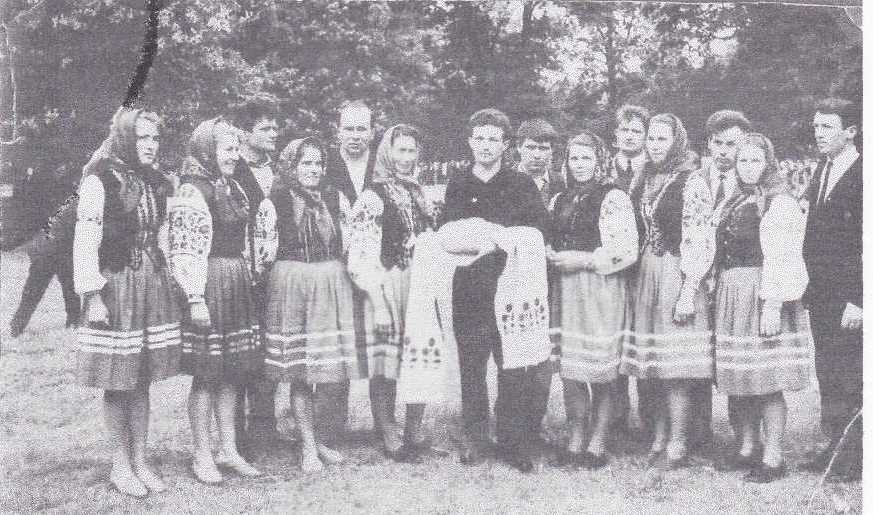
Хор-ланка «Світоч» село Лісове

Темная нічка-Купалочка, Не виспалася Наталочка.

Не виспалася, веночок вила, Долі водою його пустила.

Пливи, веночок, по білуй хвилі, Пливи до хати, де живе милий.

Темної ночі втонув поволі -

Не дав Купало дівчині долі.

Прийшла додому, тихенько в хаті, Заснув же батько, не спала мати.

Мати не спала, все теє чула, Твоя, Наталко, доля втонула.
Через небагато часу репертуар хор-ланки налічував понад сотню пісень різних жанрів. Велику допомогу у підборі пісень надавав Петро Наумович Степанюк, який у той час був керівником відомої хор-ланки із Кураша. Саме
Петро Наумович приніс до колективу твори «Ми дівчата із Полісся», «Росяні світанки» та інші. Зверталися виконавці і до колискової поезії, бо розкривається в ній почуття ніжності, кохання, людяності і добра. Учать такі пісні любити правду, Вітчизну, маму, рідний край. Якщо побутове призначення колискових пісень визначалося у заспокоюванні, присипанні дитини і передавалось одноманітністю мінорного ладу, то в сучасному гуртовому виконанні хор-ланкою відчувалося прагнення емоційного впливу на слухача. Неодноразово із сцен різних рівнів лилася колискова
«Люлі, люлі, дитинонько, спати».

Люлі, люлі, дитинонько, спати, Пішла мати до роду гуляти

Та й казала буде ночувати.

А у мене рід великий, багатий, Буде мене медом частувати.

Ой якби ж мені од меду не впиться

З своїм родом дай наговориться.

Пусти мене, мій роде, додому

В мене вдома дитина малая

Ще й до того свекруха лихая.

Аж прихожу тихо під віконце, Задрижало моє тіло й серце.

Аж свекруха вечероньку варить, Ну а свекор дубиноньку парить.

Треба, синку, твою жінку бити, Щоб звикала додому ходити.

За що ж, батьку, мою жінку бити.

Помре мати — не буде ходити.
Де тільки не побував зі своїм колективом Ф. О. Грицюк. Поліські співачки зачаровували своїм співом слухачів районних центрів, міста Рівного, Луцька, Львова, Києва, сіл Столінського району Білорусі. На першому республіканському радіоконкурсі «Золоті ключі» колектив одержав багато схвальних відгуків з Донецької, Дніпропетровської, Волинської, Житомирської областей та Автономної Республіки Крим. Республіканське журі присудило колективу з Лісового Диплом лауреата і грошову премію. У 1984 році хор-ланка здобула перемогу в обласному огляді-конкурсі фольклорних ансамблів. Під час проведення Всесоюзного семінару-практикуму «Використання фольклору в трудових святах та обрядах» колективу був вручений приз редакції республіканського журналу «Соціалістична культура». Наші співачки брали участь у культурній програмі, присвяченій 1500-річчю міста Києва. Потрапили вони і на телевізійні екрани. Зйомки телепередачі проходили у телестудії міста Львова. Побували поліські дівчата і на московській сцені. У 1985 році лісівській хор-ланці було присвоєно звання самодіяльного народного фольклорного ансамблю. Після виступу на московській сцені колективом зацікавилися і за кордоном, особливо представники діаспори у Польщі та Канаді. До колективу надійшли запрошення відвідати ці країни. Але здійснити ці наміри перешкодили політичні події. У 1987 році знаний колектив був запрошений до участі у Всесоюзній творчій майстерні фольклорного мистецтва. У 1991 році хор-ланка «Світоч» стала учасницею міжнародного фестивалю українського фольклору «Берегиня», який проходив у місті Луцьку. Спілкуючись із нашими співачками, ми намагалися згадати усіх учасників відомого народного колективу. Виявилося, що найпопулярнішим ім'ям серед жінок було Ольга. Отож, членами колективу у різні часи були: Кузло Євдокія, Кузло Олена, Шеремет Степанида, Шеремет Тетяна, Грицюк Ольга Микитівна, Грицюк Ольга Петрівна, Грицюк Ольга Панасівна, Грицюк Ольга Калениківна, Доматюк Ольга Григорівна, Скляр Софія Григорівна, Грицюк Катерина Калістратівна, Кузло Уляна Іванівна, Грицюк Єва Панасівна, Хмарук Юлія Іванівна, Грицюк Серафима Трохимівна, Буткевич Ганна Трохимівна, Кузло Варвара Трохимівна. Звичайно, багато зусиль для організації та успішної діяльності колективу приклав нині уже покійний Федір Олександрович Грицюк. З дитинства його знали непосидючим, допитливим, до всього небайдужим. Завжди прислухався до народної пісні і сам частенько підспівував дорослим. У далеких 50-х роках минулого століття закінчив Замороченську семирічку. В 1957 році подався до Кіровоградської області, де працював у Мар'янівському бурякорадгоспі на різних роботах. Але це була не його стихія. Тому у 1958 році повертається додому і вже в лютому стає завідувачем клубу у своєму рідному селі. Згодом проходить строкову службу в рядах Радянської армії. І після цього у його трудовій книжці з'являється останній запис про прийняття на посаду завідувача клубу села Лісове, де пропрацював більше ЗО років. Саме після повернення із служби, Федір Олександрович активно займається згуртуванням співочого колективу. Для того, щоб здобути фахову освіту, вступає на заочну форму навчання до Дубнівського культосвітнього училища, а згодом — до Рівненського інституту культури. Федір Олександрович завжди був у центрі культурного, громадського життя села. Невеличке приміщення сільського клубу (до 1984 року це була маленька сільська хатинка) кожного вечора наповнювалося відвідувачами, які знаходили собі справу для душі. Тут проходили репетиції хор-ланки, дівочого ансамблю, учнівські колективи. Частенько сільська молодь ставила на сільській сцені різні п'єси, влаштовувала вечори відпочинку, зустрічі з цікавими людьми. Саме Федір Олександрович був ініціатором відзначення давнього язичницького свята Івана Купала. Сьогодні це свято відзначається у всьому районі, а в 60-70-і роки до Лісового їхало багато різного люду, щоб побачити це дійство. Багато енергії віддав Ф. О. Грицюк створенню у 1975 році шкільного лісництва при Лісівському лісництві Дубровицького лісгоспу, клубу любителів природи. Коли у 1984 році було збудоване нове, красиве приміщення будинку культури, Федір Олександрович облаштував тут багатий куточок природи, взявся і за сільський музей. Як бачимо, це була людина великої енергії, багата на фантазію, вмілий організатор будь-якої справи.

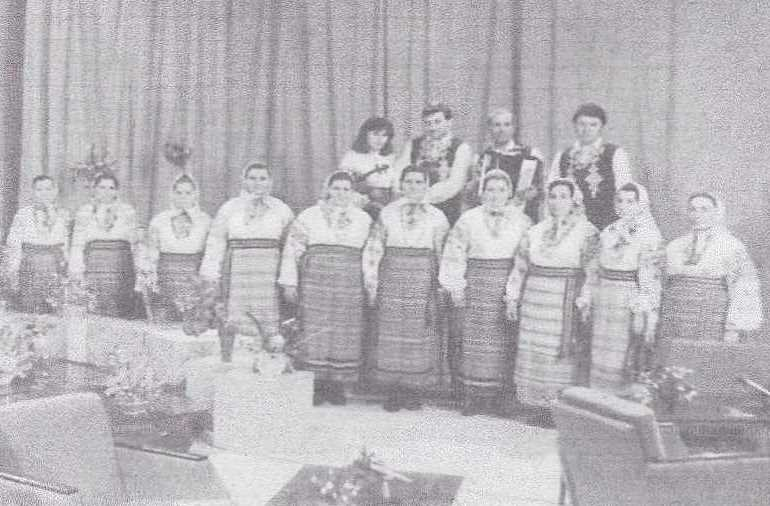
Запис на Львівській телестудії 1980 роки

Активний, творчий працівник був удостоєний багатьох відзнак. Зокрема, у 1970 році Федір Олександрович був нагороджений медаллю «За доблесну працю», у 1985 році — медаллю «Ветеран праці» та медаллю лауреата Всесоюзного огляду самодіяльної художньої творчості, у 1987 році — медаллю лауреата другого Всесоюзного фестивалю народної творчості. А скільки різних відзнак було отримано разом із хор-ланкою, яка була основною турботою і радістю. Найактивніші учасниці хор-ланки Грицюк О. М., Грицюк О. П., Скляр С. Г. є сьогодні частими гостями місцевої школи, де працює фольклорний гурток «Джерельце». Маленькі артисти переймають багатий досвід своїх бабусь, виступають із концертами перед односельцями. Є й перші перемоги на районному рівні: фольклорний колектив був неодноразовим переможцем та призером районного фестивалю-конкурсу «Дзвенить струна народна».

## Релігія
Список конфесійних громад станом на 2011 рік:
| Релігійна громада Свято-Успенської парафії Сарненської єпархії УПЦ | ПЦУ | 14 вересня 2004 | - | - | [ 34 ] |
| — православні.                                                     |     |                 |   |   |        |

У першій половині XIX століття село належало до греко-католицької парафії церкви Успіння Богородиці села Залішани Ровенського повіту, яка з 1840-х років діяла як православна. 19 червня 2022 року відбулися збори релігійної громади Свято-Успенської парафії Лісового, на яких було ухвалено рішення про перехід парафії від УПЦ (Московського патріархату) до Православної церкви України.

## Освіта
У селі діє Лісівська загальноосвітня школа І-ІІ ступенів. У 2011 році в ній навчалося 56 учнів (із 160 розрахованих) та викладало 15 учителів.
Дошкільна освіта представлена дитячим садком «Лісівський дошкільний навчальний заклад „Чебурашка“», у якому станом на 2011 рік навчалося 20 дітей і працювало 3 учителі та вихователі.

## Інфраструктура
Наявне відділення поштового зв'язку.

## Ветерани війни
- Грицюк Григорій Федорович [Архівовано 4 березня 2016 у Wayback Machine.]
- Грицюк Феодосій Євтухович [Архівовано 4 березня 2016 у Wayback Machine.]
- Грицюк Опанас Максимович [Архівовано 4 березня 2016 у Wayback Machine.]
- Грицюк Тодось Тодосьович [Архівовано 4 березня 2016 у Wayback Machine.]
- Бандура Михайло Трохимович [Архівовано 4 березня 2016 у Wayback Machine.]
- Євхимець Григорій Павлович [Архівовано 4 березня 2016 у Wayback Machine.]
- Кузло Павло Дмитрович [Архівовано 4 березня 2016 у Wayback Machine.]
- Місько Микола Маркович [Архівовано 4 березня 2016 у Wayback Machine.]

#### Офіційні дані та нормативно-правові акти
- Паспорт Дубровицького району (станом на 1 січня 2011 року) (doc). Дубровицька районна рада. Архів оригіналу за 10 лютий 2015. Процитовано 16 жовтня 2019.

#### Мапи
- Історичний Атлас України / Гол. ред. Л. Винар; Упорядн.: І. Тесля, Е. Тютько. Українське історичне товариство. — Монреаль; Нью-Йорк; Мюнхен, 1980. — 182 с.